# ایرینا دان
ایرینا دان (انگلیسی: Irina Dunn؛ زادهٔ ۱۷ مارس ۱۹۴۸) سیاستمدار اهل استرالیا است.